# Gärdet
Gärdet é um bairro de Estocolmo, na Suécia, situado na parte central da cidade (Innerstaden), e localizado a nordeste de Östermalm. Foi criado em 1928, com o nome de Ladugårdsgärdet, como também é conhecido.  É servido pela Estação Gärdet do Metropolitano de Estocolmo.

## Património
Existem várias instituições públicas em Gärdet, entre as quais: 
- Kaknästornet - Torre de Kaknäs
- Musikhögskolan - Escola Superior de Música
- Sjöhistoriska museet - Museu Nacional de História Marítima
- Tekniska Högskolan - Escola Superior Técnica
- Etnografiska museet - Museu Etnográfico
- Tekniska museet - Museu da Técnica
- Försvarets materielverk - Direção-Geral de Material de Guerra
- Svenska filminstitutet - Instituto Sueco do Cinema
- Krigsarkivet - Arquivo Militar
- Svea livgarde - Antigo Regimento de Infantaria Svea Livgarde
- Försvarshögskolan - Escola Superior de Defesa Nacional
- Frihamnen - Porto Frihamnen
- Värtahamnen - Porto Värtahammnen
- Kinas ambassad - Embaixada da China